# Mate Rimac
Mate Rimac (Livno, 12 febbraio 1988) è un imprenditore e progettista bosniaco con cittadinanza croata, fondatore delle aziende Rimac Automobili e Greyp Bikes. Attualmente è amministratore delegato di Rimac Group, Bugatti Rimac, Bugatti Automobiles e Rimac Technology .

## Biografia

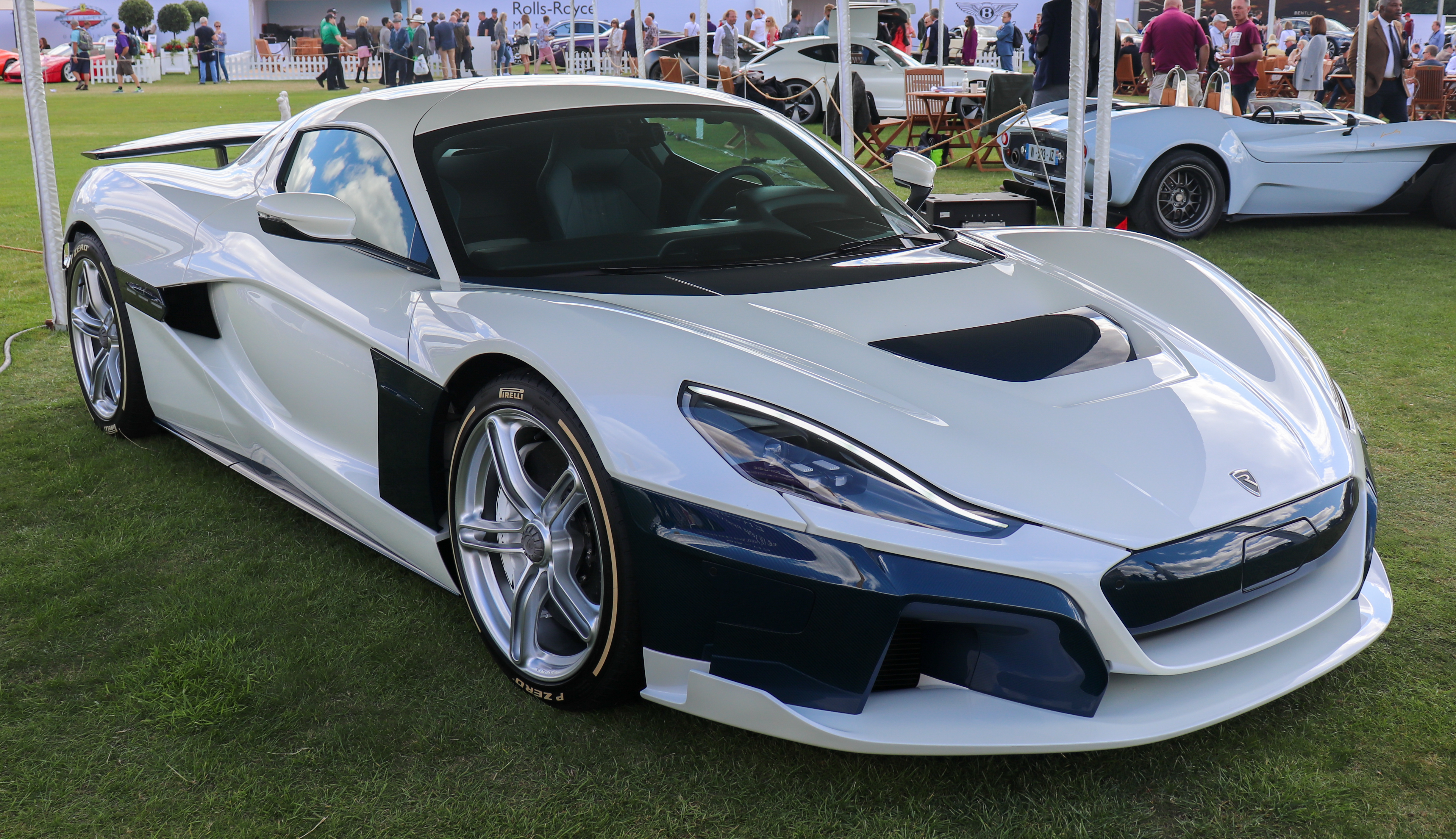
Rimac C Two

A 19 anni nella sua autorimessa Rimac convertì una vecchia BMW Serie 3 del 1984 in un'auto elettrica, che poi utilizzò in varie competizioni di dragster, battendo vari primati mondiali per auto elettriche. 
Nel 2008 Rimac ha fondato la società Greyp Bikes, produttrice di biciclette elettriche. Nel 2009 Rimac ha fondato la casa automobilistica Rimac Automobili a Sveta Nedelja vicino a Zagabria.
La sua azienda, Rimac Automobili, è passata da pochi dipendenti nel 2011 a oltre 900 dipendenti nel 2020, attirando investimenti da Porsche AG, Hyundai-Kia e Camel Group, un produttore di batterie asiatico. Oltre a sviluppare e produrre le proprie hypercar elettriche, Rimac fornisce tecnologie e sistemi per veicoli elettrici all'industria automobilistica come componenti per Porsche, Hyundai, Kia, Renault, Jaguar, Aston Martin, SEAT, Koenigsegg e Automobili Pininfarina.
Nel 2017 Forbes magazine lo ha inserito nella Top 30 Under 30, una classifica dei 30 migliori imprenditori con età inferiore a 30 anni del mondo. Nel 2018 Rimac ha ricevuto il Premio Ernst & Young Entrepreneur of the Year 2017. Nel 2019 Motor Trend lo ha classificato al 9º posto nella lista dei più importanti personaggi dell'industria automobilistica.

## Onorificenze
- Ordine della Danica Hrvatska 2014[8]